# Hazal Burun
Hazal Burun (27 de septiembre de 2004) es una deportista turca que compite en tiro con arco, en la modalidad de arco compuesto.
Ganó una medalla en los Juegos Europeos de Cracovia 2023, dos medallas en el Campeonato Europeo de Tiro con Arco al Aire Libre de 2024 y una medalla en el Campeonato Europeo de Tiro con Arco en Sala de 2025.

## Palmarés internacional
| Juegos Europeos                  | Juegos Europeos    | Juegos Europeos   | Juegos Europeos |
| Año                              | Lugar              | Medalla           | Prueba          |
| -------------------------------- | ------------------ | ----------------- | --------------- |
| 2023                             | Cracovia (Polonia) | Medalla de bronce | Individual      |
| Campeonato Europeo al Aire Libre |                    |                   |                 |
| Año                              | Lugar              | Medalla           | Prueba          |
| 2024                             | Essen (Alemania)   | Medalla de oro    | Equipo          |
| 2024                             | Essen (Alemania)   | Medalla de bronce | Individual      |
| Campeonato Europeo en Sala       |                    |                   |                 |
| Año                              | Lugar              | Medalla           | Prueba          |
| 2025                             | Samsun (Turquía)   | Medalla de plata  | Equipo          |